# Šiljkovići
Šiljkovići (cyr. Шиљковићи) – wieś w Bośni i Hercegowinie, w Republice Serbskiej, w gminie Bratunac. W 2013 roku liczyła 3 mieszkańców.